# Latijnse Oorlog
De Latijnse Oorlog (340-338 v.Chr.) was een conflict tussen de Romeinse Republiek en haar buren, de Latijnse volken van het antieke Italië. Het conflict eindigde met de ontbinding van de Latijnse Liga en de opname van haar territorium in de Romeinse invloedssfeer, waarbij de Latijnen gedeeltelijke burgerrechten verkregen.
Een poging van de Latijnse volken zich onafhankelijk te maken van Rome was de belangrijkste drijfveer achter het uitbreken van oorlog. In 340 v.Chr. werd een gezant naar de Romeinse Senaat gestuurd om een samengaan van Rome en Latium te bespreken, met beide partijen op hetzelfde niveau. Aangezien Rome de voorgaande jaren leider van de Latijnse Liga was geweest, weigerden zij om de Latijnen als gelijken te zien en hen in de Romeinse Senaat te accepteren. Na deze weigering begon de oorlog.
De Romeinen hadden samen met Latium en Campania tegen de Samnieten gevochten in de Eerste Samnitische Oorlog, maar hadden zich plotseling teruggetrokken. De Latijnen bleven vechten samen met de Campanianen, terwijl Rome van zijde wisselde en samen met de Samnieten de Latijnen aanviel. Alleen de Laurentes en de equites van Campania bleven trouw aan de Romeinen, die weer steun kregen van de Paeligni.
De Latijnen vielen Samnium binnen. Het Romeins-Samnitische leger vertrok naar het meer van Fucine, om zo Latium te vermijden en het territorium van Campania binnen te vallen. Ze vielen de Latijnen en Campanianen nabij de Vesuvius aan. In de slag bij de Vesuvius versloegen de Romeinen onder Publius Decius Mus en Titus Manlius Torquatus Imperiosus de Latijnen. Volgens Romeinse bronnen herstelde Manlius de discipline in het leger door zijn zoon te executeren voor onbedoelde ongehoorzaamheid, terwijl Decius zijn eigen leven aan de goden gaf voor een Romeinse overwinning.
Een jaar later versloeg Manlius de Latijnen bij de slag van Trifanum. De Latijnen werden gedwongen om Campania te verlaten en naar Latium te gaan, waar ze nog een lange, maar onfortuinlijke weerstand tegen de Romeinse troepen boden. De verslagen Latijnse volken werden gedwongen om de Romeinse superioriteit te erkennen. Sommige van de Latijnse steden werden geheel geromaniseerd, andere maar gedeeltelijk, middels Romeinse magistraten, terwijl andere een Romeinse kolonie werden.